# Analyse ergonomique du travail
Une analyse Ergonomique du Travail (AET) est l'outil principal de l'intervention ergonomique. Elle peut contribuer à régler divers problèmes liés aux conditions de travail ou à la conception d'outils et d'appareils.
- des aspects de santé au travail :
  - Sur la santé physique notamment avec les troubles musculosquelettiques (TMS) qui touchent en France 12 à 14 % des salariés
  - Sur la santé psychique notamment dû aux risques psycho-sociaux (au stress) pouvant engendrer des syndromes anxio-dépressifs (environ 8 % des salariés)
- des aspects de performance
  - amélioration de la productivité
  - amélioration de la qualité

## AET, une analyse sous influence

### L'AET comme une analyse « située»
C'est à partir de son analyse de la demande et des hypothèses qu'il a émis lors du pré-diagnostic (voir article complet sur l'intervention ergonomique), que l'ergonome va pouvoir faire le choix des situations à étudier en réorganisant les informations dont il dispose pour :
- s'assurer d'une maîtrise suffisante des données techniques concernant la situation de travail ;
- construire des outils de référence pour la description et l'interprétation des données ;
- se donner des supports de démonstration et de communication.

### Les différents éléments d'influence sur travail
L'activité de travail est influencée par une multitude de facettes. L'ergonome doit s'appuyer sur ces facettes et les confronter au travail réel pour avoir des éclairages pertinents sur les problèmes posés

#### Les processus techniques
Il s'agit là des points de vue qui se centrent sur les flux et les étapes de transformation d'un produit ou d'une information.

#### Les outils et les moyens de communication
Une analyse des moyens à la disposition des salariés pour obtenir ou recevoir des informations et agir sur le processus permet de mieux préparer certaines investigations

#### Les relations entre les variables d'un dispositif
Lors d'explication avec l'opérateur ou l'encadrement, il est possible que ressortent différentes variables relatives aux réglages ou à l'état du dispositif technique (qualité, etc …). Il est alors possible de les mettre en relation les uns avec les autres.

#### Les procédures
Le séquences d'un processus tel qu'il est prévu ne correspond que très rarement à celui des opérations réalisées par les salariés.

#### Les dépendances et les butées temporelles
L'activité de travail peut s'inscrire dans un cadre temporel plus ou moins structuré par le processus, par l'avancée du travail d'autres salariés, ou par des événements extérieurs à l'entreprise.

#### L'agencement du dispositif technique
Bien souvent, les plans initiaux d'agencement de l'entreprise ne sont plus à jour. En effet, des implantations d'équipement postérieures ont pu être réalisées.

### Le choix des situations à analyser
Il est plutôt compliqué d'extraire une maxime ou une norme dans le choix que l'ergonome fera des situations à analyser. Les critères qu'il utilisera se feront en fonction de la problématique et de la structure de l'entreprise. Mais il peut s'agir, par exemple, des situations :
- où les plaintes sont les plus nombreuses
- où les conséquences sont les plus graves
- où la gamme des problèmes est la plus large
- jouant un rôle central dans le fonctionnement de l'entreprise
- devant faire l'objet de transformation à plus ou moins long terme

## L'analyse par l'activité
À première vue, chacun est tenté par l'établissement de relations de cause à effet directes entre les conditions de travail et leurs conséquences pour la santé ou l'efficacité. Une situation bruyante rend sourd, les port de charges lourdes produisent des troubles musculosquelettiques], un mauvais éclairage, une fatigue visuelle, etc. Malheureusement, une telle approche a d'importantes limites : une protection contre le bruit risque d'interdire l'accès de la machine, etc …
En fait, cette approche néglige le fait que ces relations passent nécessairement par l'entremise de l'activité du salarié. En effet, celui-ci réalise des compromis par rapport aux contraintes (il ne fait pas que les subir) pour atteindre les objectifs qui lui sont fixés et pour limiter les gênes occasionnées par la réalisation des tâches. C'est pour cela que l'ergonome se doit de centrer son analyse ergonomique du travail sur l'activité : c'est dans et par l'activité de l'opérateur que se concrétisent les effets des conditions de travail.
Le rôle, dans ce cadre, de l'analyse de l'activité n'est pas une évaluation (de la charge de travail, par exemple) mais bien la description et l'explication des mécanismes mis en jeu.

## Les outils à la disposition de l'ergonome

### L'observation
L'observation est une des caractéristiques de l'Analyse ergonomique du travail par rapport à d'autres méthodes. Il s'agit ici de se centrer sur le travail tel qu'il est réalisé alors que les autres approches s'appuient sur des "représentations". L'observation peut être menée de manière ouverte ou en se focalisant sur le recueil de certaines catégories d'informations avec des objectifs précis (on appellera alors observation systématique). 

#### Grandes catégories d'observables
- Les déplacements
- La direction des regards
- Les communications
- Les postures
- Les actions ou les prises d'information
- Les observables relatifs au système technique et au contexte
- Le collectif

#### Les techniques de relevé
Il existe tout un ensemble de techniques pour effectuer des relevés. Le choix est fait par l'ergonome en fonction des contraintes et de la situation. Nous allons ici les lister:
- Les relevés manuels
- Les enregistrements vidéo
- Les chroniques d'activité
- La métrologie

### Les verbalisations
Pour comprendre l'activité, les conditions de travail et leurs conséquences, la verbalisation du salarié est essentielle car :
- l'activité ne peut être réduite à ce qui est observable ;
- Les observations et les mesures ont lieu à un instant T, il faut les re-situer plus largement ;
- les conséquences de l'activité ne sont pas toutes apparentes.

Il y a toutefois des limites à la verbalisation qu'il faut prendre en compte :
- Le salarié décrit le travail et ses conséquences en fonction de ce qu'il croit être les buts et les intérêts de son interlocuteur ;
- Les opérations routinières ou d'un apprentissage anciens ne sont pas toujours évoqués spontanément ;
- Certains aspects de l'activité se prêtent peu à une expression verbale.